# SÉCAM

La Codifica a colori del sistema televisivo nel mondo. I paesi che utilizzano il sistema SÉCAM sono visualizzati in arancione.

Il SÉCAM (acronimo del francese SÉquentiel Couleur À Mémoire; colore sequenziale con memoria) è un sistema di codifica della televisione analogica a colori utilizzato per la prima volta in Francia. 
Fu inventato da un gruppo guidato da Henri de France, che lavorava alla Compagnie Française de Télévision, acquisita in seguito dalla Thomson.

## Storia
Lo sviluppo del SECAM inizia nel 1956. Inizialmente, ne viene sviluppata e sperimentata una versione per il sistema di trasmissione a 819 linee, che però non viene introdotta per via di un accordo europeo che prevede l'introduzione delle trasmissioni a colori nel solo standard a 625 linee.
Il primo sistema SECAM I diventa disponibile nel 1961, mentre le ricerche per migliorarne la qualità e la compatibilità proseguono, ricerche che portano allo sviluppo dei successivi SECAM II e SECAM III, quest'ultimo presentato all'assemblea generale del CCIR (Comité consultatif international pour la radio, ora sostituito dall'ITU-R) del 1965, a Vienna.
I successivi miglioramenti portano al SECAM III A e al SECAM III B. Quest'ultimo standard viene adottato per uso generale a partire dal 1967.
Tecnici dell'Unione Sovietica sono coinvolti e collaborano allo sviluppo dello standard. Successivamente svilupparono anche un proprio standard, chiamato SECAM IV, successivamente abbandonato. Questo standard modula la sottoportante colore in ampiezza e in fase, ma la trasmette comunque su righe consecutive, combinando in pratica il SECAM tradizionale con il PAL.
Il SECAM IV è noto anche come NIIR dal nome dell'istituto sovietico Naučno-Issledovatel'skij Institut Radio (NIIR) dove fu sviluppato. Una versione nota come "NIIR non lineare" omette il processo di correzione di gamma.
La prima trasmissione pubblica avvenne in Francia il 1º ottobre 1967, sul secondo canale pubblico la deuxième chaîne, che dal 1992 si chiamerà France 2. Un presentatore e tre sviluppatori del sistema, incluso De France, iniziano una trasmissione in studio in bianco e nero e, dopo un conto alla rovescia, diventano improvvisamente a colori, con l'annuncio del presentatore Et voici la couleur !. Il pubblico iniziale è stimato in 1500 persone, per via dell'alto costo dei primi televisori a colori.
Il SECAM viene adottato in seguito dalle ex colonie della Francia e del Belgio, dalla Grecia, dall'Unione Sovietica e dai suoi paesi satellite, tranne la Romania. Viene adottato anche da alcuni Paesi del Medio Oriente. Dopo la caduta dell'Unione Sovietica nel 1991 molti dell'Europa orientale decidono di adottare il sistema PAL, data anche la diffusione dei televisori multi-standard.
Con il passaggio di quasi tutte le trasmissioni alle codifiche digitali (DVB-T in Francia ed Europa dell'Est, ISDB-T in America Latina) il SÉCAM non viene quasi più utilizzato.

### Aspetti politici dello sviluppo
Nonostante non sia possibile dimostrare concretamente la fondatezza di tali argomentazioni, secondo alcuni autori lo sviluppo del SECAM fu dovuto anche al desiderio di proteggere l'industria televisiva francese. A sostegno di questa tesi, c'è anche la scelta piuttosto inusuale di adottare la tecnica della "modulazione positiva" per la trasmissione, non più usata dopo il Sistema A inglese, scelta che rendeva le trasmissioni incompatibili con gli altri sistemi europei. Nota anche una versione ironica dell'acronimo SECAM: Système Élégant Contre l'AMérique.
È invece sicuro che il sistema NTSC non era benvoluto in Europa, per vari motivi tecnici tra cui la sua scarsa stabilità cromatica, risolta da entrambi i sistemi europei. È molto probabile che lo sviluppo del SECAM sia stato dovuto in parte a motivi di orgoglio nazionale, e il carisma di Henri de France potrebbe essere stato uno dei fattori, insieme al fatto che nell'era di De Gaulle potrebbe esserci stata una certa resistenza politica a sostituire un sistema francese con uno sviluppato in Germania come il PAL.
In Italia, la decisione su quale standard adottare venne rimandata di quasi un decennio (adottando il PAL tra il 1976 e il 1977), a scapito del comparto dell'elettronica civile italiana.

## Aspetti tecnici

Distribuzione spettrale di un canale televisivo trasmesso con il sistema G (bande IV e V e codifica colori PAL o SECAM).

Come i sistemi NTSC e PAL, gli altri sistemi di trasmissione in uso a livello mondiale, il SÉCAM è retrocompatibile, cioè progettato affinché i segnali codificati possano essere comunque ricevuti dai televisori in bianco e nero già esistenti. Sempre per ragioni di compatibilità, è necessario che la sottoportante aggiunta non occupi più larghezza di banda di quella usata dal segnale monocromatico. Questi vincoli fanno sì che le informazioni cromatiche debbano essere necessariamente aggiunte al segnale tramite una sottoportante, demodulata solo dai televisori a colori, sottoportante che deve avere una frequenza fissa, per essere agevolmente demodulata e decodificata.
Le differenze tra gli standard televisivi riguardano essenzialmente il modo in cui le informazioni di colore sono aggiunte al segnale monocromatico.
In tutti i casi, prima della trasmissione, il segnale video è ridotto ad uno spazio colore bidimensionale: dal segnale di luminanza completo (Y) vengono ricavato due segnali di differenza di colore, sottraendo una delle componenti cromatiche alla volta. Vengono così ricavati i due segnali R-Y e B-Y che verranno poi codificati dalla sottoportante.
La differenza del SECAM rispetto agli altri due sistemi è che i due segnali R-Y e B-Y sono modulati in frequenza anziché in ampiezza. Le due informazioni di differenza cromatiche non sono inoltre modulate in quadratura di fase, ma una alla volta su righe consecutive. L'informazione mancante viene recuperata dalla linea precedente tramite una linea di ritardo, da cui il nome sequenziale con memoria del sistema.
I segnali di differenza di colore sono calcolati nello spazio colore YDbDr, una versione derivata dallo YUV e ottimizzata per la trasmissione di un solo segnale alla volta.

### Confronto con gli altri sistemi
La modulazione di una sola componente cromatica alla volta evita la creazione di artefatti cromatici dovuti alla loro trasmissione contemporanea. Rispetto al sistema NTSC, il SECAM ha una risoluzione cromatica verticale dimezzata ma è immune ai problemi di sfasamento della sottoportante che causano variazioni di tinta in NTSC.
Rispetto al PAL, la risoluzione cromatica è simile (dal momento che il PAL combina le informazioni di colore delle linee adiacenti).

## Varietà del SECAM
Spesso si fa riferimento ai termini PAL e SECAM come standard televisivi, ma in realtà non va dimenticato che si tratta solo di sistemi di codifica del colore. A differenza del sistema NTSC, dove lo standard definisce anche le temporizzazioni dei segnali, i sistemi europei vengono combinati con diversi standard di trasmissione, come M, B/G, D/K, e L, molto più importanti quando si considera la compatibilità dei segnali.
Le differenze tra standard riguardano la modulazione in ampiezza o in frequenza dell'audio, la polarità del segnale trasmesso, la larghezza di banda e la spaziatura delle frequenze all'interno del singolo canale.
Per esempio, un televisore PAL D/K TV è in grado di ricevere un segnale SECAM D/K (benché in bianco e nero) ma non potrà decodificare l'audio di un segnale PAL B/G.

### L, B/G, D/K, H
Esistono cinque standard di trasmissione che usano il SECAM.
- Il SECAM-L è usato in Francia, Lussemburgo (solo il canale 21) e Monaco.
- Il SECAM-B/G è usato in Medio Oriente, nell'ex DDR e in Grecia.
- Il SECAM D/K è usato nell'Europa orientale e nella Comunità degli Stati Indipendenti.
- Il SECAM-H è una variante usata in Francia per trasmettere il teletext. Gli impulsi di identificazione sono trasmessi per ogni linea anziché a livello di immagine. Ogni televisore prodotto dopo il 1975 dovrebbe essere in grado di decodificare questo sistema.
- Il SECAM-K è usato nelle ex colonie francesi.

### MESECAM (videoregistrazione)
Il MESECAM non è in realtà un formato di trasmissione ma è solo un sistema per la videoregistrazione domestica. Per registrare un segnale, è necessario ridurne la larghezza di banda, e la sottoportante colore va convertita su una frequenza molto più bassa. A causa della sua complessità, la sottoportante PAL va convertita con un miscelatore supereterodina, mentre la sottoportante SECAM, una modulazione in frequenza molto più semplice, viene semplicemente divisa per quattro e rimoltiplicata durante la riproduzione.
Un videoregistratore multistandard dovrebbe avere due stadi di decodifica separati, ma nei paesi del Medio Oriente, dove alcuni paesi usano il PAL e altri il SECAM, è stata sviluppata una tecnica che prevede l'uso del miscelatore supereterodina per entrambi i tipi di segnale; questo sistema è perfettamente funzionante e semplifica la progettazione dei videoregistratori.
In questo modo, un segnale SECAM viene registrato come MESECAM: il nastro risultante è piuttosto diverso da una registrazione SECAM standard e non è riproducibile da videoregistratore SECAM. È interessante notare come, talvolta, sia possibile registrare segnali SECAM su un videoregistratore standard PAL, creando nastri MESECAM, riproducibili poi da un videoregistratore PAL su un televisore SECAM standard.

## Il formato nella produzione televisiva
A differenza dei segnali PAL o NTSC, il SECAM non può essere modificato in formato nativo. A causa dei segnali modulati in frequenza, infatti, una registrazione SECAM non è lineare rispetto al segnale originale, per cui miscelare elettricamente due segnali SECAM, benché sincroni, non genera un segnale SECAM valido.
Questo rende impossibili molti interventi di montaggio e di effettistica, come una semplice dissolvenza incrociata.
Nell'ambito della produzione analogica in video composito, che è stato lo standard per molti anni ed è ancora oggi diffusa, questo significa che è necessario lavorare in PAL e codificare in SECAM solo per la trasmissione. È necessario demodulare i segnali prima del processo e modulare nuovamente il risultato.
Con la diffusione dei videoregistratori a componenti prima e del video digitale poi, questo problema si è notevolmente ridotto.
A livello di videoregistrazione amatoriale, è da notare che nessun camcorder di fascia alta (Hi8 o S-VHS) è mai stato prodotto in SECAM, ma solo in PAL con una conversione sul video in uscita.
Anche le telecamere digitali o su DVD non emettono normalmente segnali in SECAM. La diffusione dei connettori SCART in RGB e dei televisori multistandard ha molto facilitato la semplificazione delle apparecchiature.